# Čifáre
Čifáre este o comună slovacă, aflată în districtul Nitra din regiunea Nitra. Localitatea se află la altitudinea de 170 m deasupra n.m., se întinde pe o suprafață de 15,34 km2 și în 2017 număra 607 locuitori.

## Istoric
Localitatea Čifáre este atestată documentar din 1209.

## Demografie
| An:                | 1994 | 2004   | 2014   | 2024   |
| ------------------ | ---- | ------ | ------ | ------ |
| Număr de persoane: | 598  | 648    | 616    | 591    |
| Diferență:         |      | +8,36% | −4,93% | −4,05% |

| An:                | 2023 | 2024   |
| ------------------ | ---- | ------ |
| Număr de persoane: | 603  | 591    |
| Diferență:         |      | −1,99% |